# قرار مجلس الأمن التابع للأمم المتحدة رقم 1201
قرار مجلس الأمن التابع للأمم المتحدة رقم 1201، المتخذ بالإجماع في 15 تشرين الأول / أكتوبر 1998، بعد إعادة تأكيد القرارات 1125 (1997) و1136 (1997) و 1152 (1998) و1155 (1998) و1159 (1998) و1182 (1998) بشأن الحالة في جمهورية أفريقيا الوسطى، مدد المجلس ولاية بعثة الأمم المتحدة في جمهورية أفريقيا الوسطى حتى 28 شباط / فبراير 1999.
وقد أحرزت جمهورية أفريقيا الوسطى تقدماً كبيراً في تنفيذ اتفاقات بانغي والإصلاحات السياسية والاقتصادية الرئيسية. وكانت هناك أيضاً خطة تشغيلية لتنظيم الانتخابات كانت ستدعمها بعثة الأمم المتحدة في جمهورية أفريقيا الوسطى. ورحب المجلس بقرار السلطات في البلد إجراء انتخابات في 22 تشرين الثاني / نوفمبر و13 كانون الأول / ديسمبر 1998، ومُددت ولاية بعثة الأمم المتحدة في جمهورية أفريقيا الوسطى لدعم هذه الانتخابات وفقاً لذلك. يمكن للبعثة نقل المواد والمعدات والمراقبين الانتخابية من وإلى المواقع الانتخابية وإجراء ملاحظات محدودة للجولتين الأولى والثانية من الانتخابات.
وكان الأمين العام كوفي عنان قد أوصى في تقريره بتوفير الأمن أثناء العملية الانتخابية. 150 فرداً من القوات المسلحة لجمهورية أفريقيا الوسطى تم نشرهم وعملوا بموجب القواعد المطبقة على بعثة الأمم المتحدة في جمهورية أفريقيا الوسطى. وفي غضون ذلك، حث المجلس الدول الأعضاء على تقديم الدعم التقني والمالي واللوجستي للمساعدة في تنظيم الانتخابات.
وأخيراً، صدرت تعليمات إلى الأمين العام بأن يقدم تقريراً إلى المجلس بحلول 20 كانون الأول / ديسمبر 1998 بشأن ولاية بعثة الأمم المتحدة في جمهورية أفريقيا الوسطى، وتنفيذ مختلف الاتفاقات والتطورات في جمهورية أفريقيا الوسطى. وأعرب عن نيته إنهاء بعثة الأمم المتحدة في جمهورية أفريقيا الوسطى بحلول 28 شباط / فبراير 1999 مع تقليص حجمها في موعد أقصاه 15 كانون الثاني / يناير 1999.

## روابط خارجية
- نص القرار في undocs.org